# Jean Lannes
Jean Lannes, prvi vojvoda Montebella in knez Siewierza, * 10. april 1769, Lectoure, Francosko kraljestvo, † 31. maj 1809, Ebersdorf, Avstrijsko cesarstvo
Bil je maršal Francoskega cesarstva in eden najbolj talentiranih Napoleonovih generalov. Napoleon je nekoč o njem rekel: "Našel sem ga kot pritlikavca in ga zapustil kot velikana". Bil je cesarjev osebni prijatelj in eden redkih, ki se je s cesarjem lahko tikal in ne vikal.